# Lamahala Jaya
Lamahala Jaya is een bestuurslaag in het regentschap Flores Timur van de provincie Oost-Nusa Tenggara, Indonesië. Lamahala Jaya telt 5744 inwoners (volkstelling 2010).